# Maya Graf
Maya Graf (Sissach, 28 februari 1962) is een Zwitserse politica voor de Groene Partij van Zwitserland uit het kanton Basel-Landschaft. Zij zetelt sinds 2019 in de Kantonsraad.

## Biografie
Maya Graf zetelde in de gemeenteraad van haar geboorteplaats Sissach tussen 1988 en 1995. In dat jaar werd ze verkozen in de Landraad van Basel-Landschaft, waar ze zou blijven zetelen tot 2001.

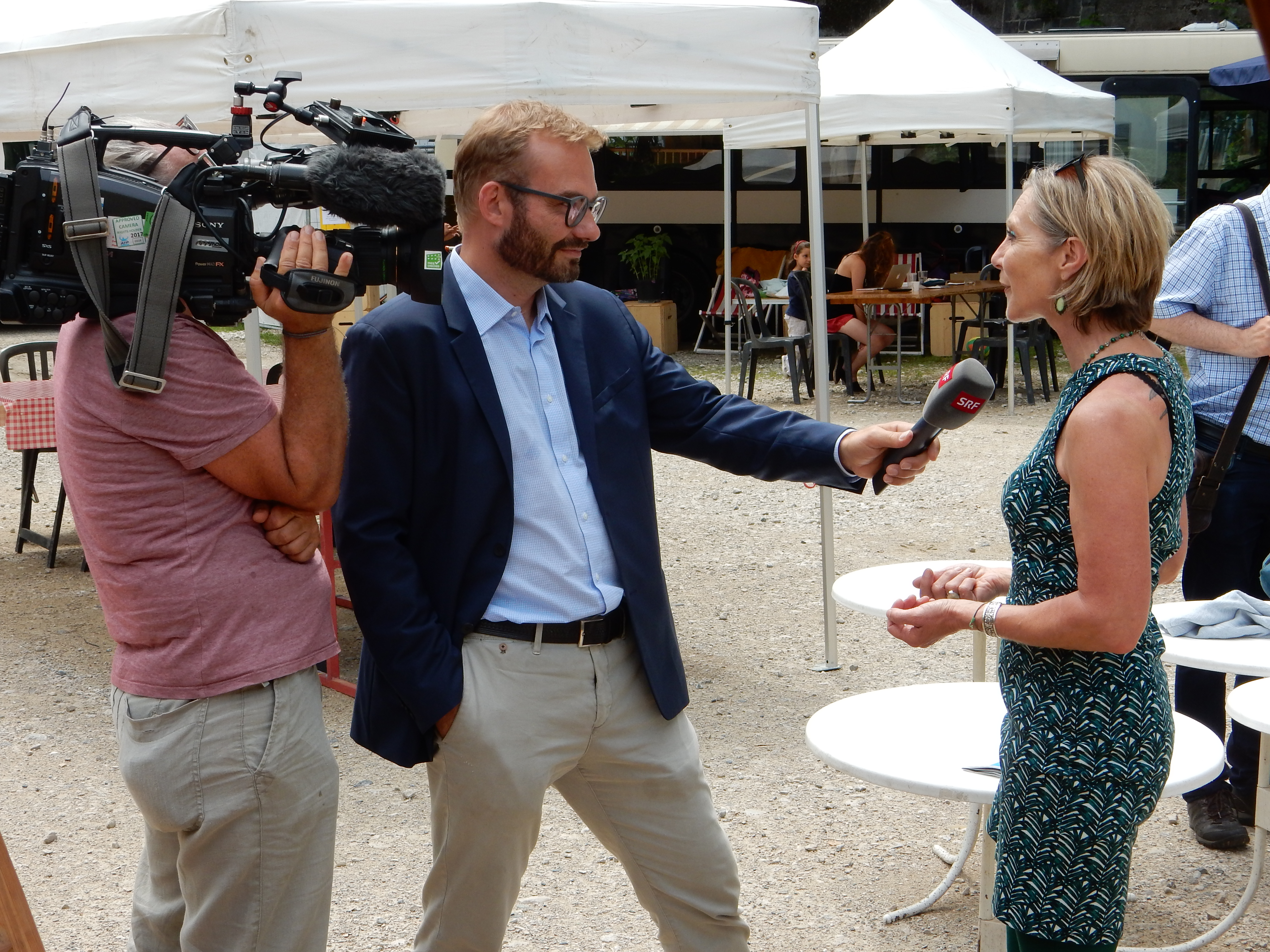
Maya Graf geeft een televisie-interview aan de SRF.

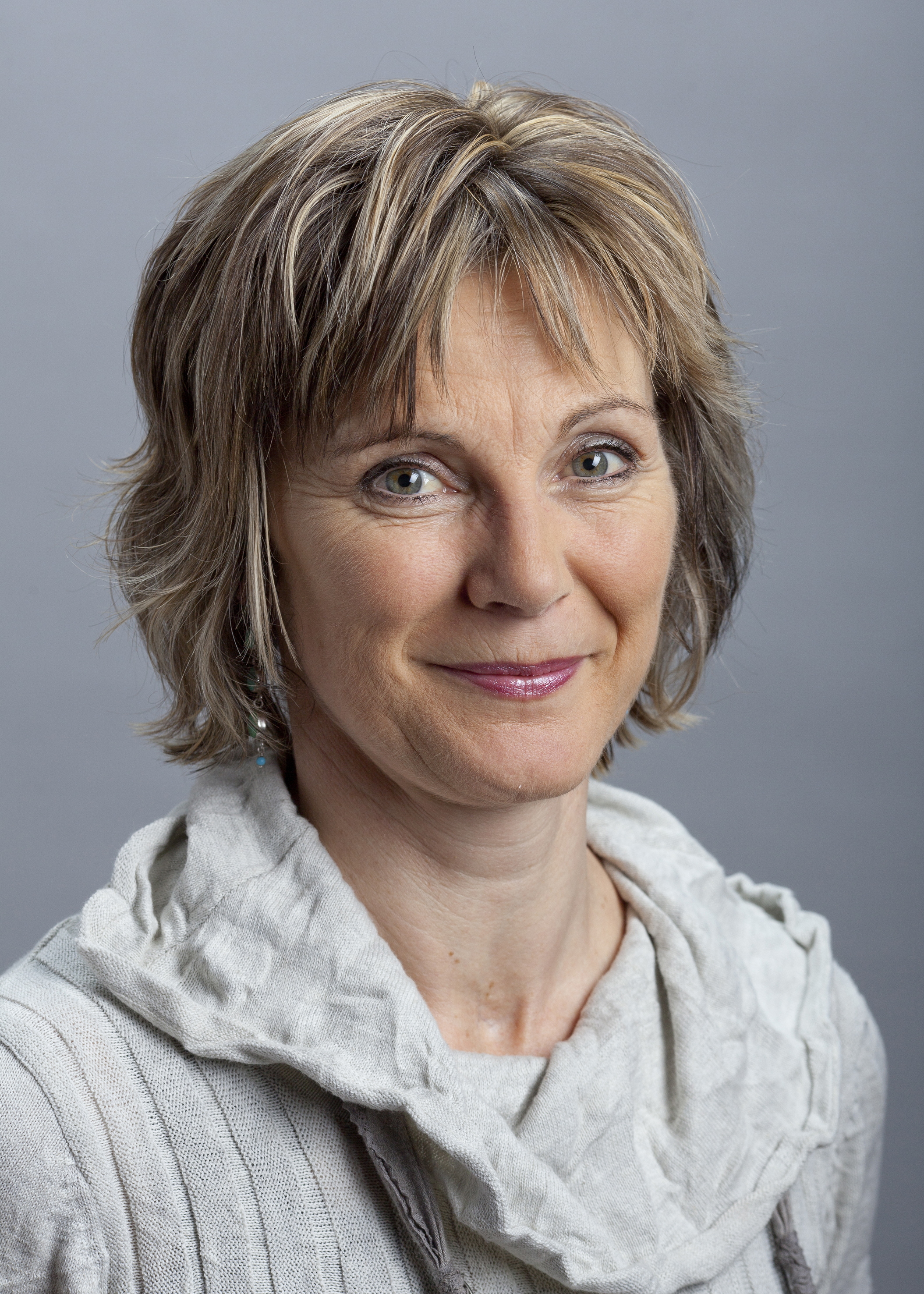
Maya Graf in 2007.

In 2001 werd ze lid van de Nationale Raad in opvolging van Ruth Gonseth. Bij de parlementsverkiezingen van 2003, van 2007 en van van 2011 werd ze steeds herverkozen.
In 2012 werd ze voorzitster van de Nationale Raad. Daarmee werd ze de eerste groene politica in die functie.
Bij de parlementsverkiezingen van 2019, de uitdraaiden op een overwinning van haar partij, werd Graf verkozen in de Kantonsraad.
Sinds 2014 is ze co-voorzitster van vrouwenorganisatie alliance F.